# Vlag van Antoing
De vlag van Antoing is op 28 mei 1990 bij raadsbesluit vastgesteld als de vlag van de Henegouwse gemeente Antoing. De vlag kan als volgt worden beschreven:
Rechtsgeschuind in zes golvende banen van rood en wit.
De vlag werd pas op 18 december 1991 bevestigd door de Franse Gemeenschapsregering. De banen symboliseren de zes voormalige gemeenten die zijn opgegaan in Antoing, de golven symboliseren de rivier de Schelde. De kleuren zijn afkomstig van het wapen van de voormalige heren van Antoing, sinds 12 december 1953 gebruikt als gemeentewapen van Antoing.